# Хумала
Хумала (эст. Humala) — деревня на севере Эстонии в волости Харку, уезд Харьюмаа. В деревне проживают 34 человека (2007 год).
В деревне находится основанная в 1690 году мыза Хумала.